# Hud
Hud és una pel·lícula estatunidenca de 1963, del gènere drama western, dirigida per Martin Ritt, protagonitzada per Paul Newman, Melvyn Douglas, Patricia Neal, Brandon De Wilde i Whit Bissell. La pel·lícula és una adaptació per Harriet Frank Jr. i Irving Ravetch de la novel·la Horseman, Pass By de Larry Mcmurtry. Guanyadora de tres Oscars i cinc nominacions. Ha estat doblada al català.

## Argument
Una família de ranxers a Texas viu en conflicte. El pare, Homer (Melvyn Douglas) detesta al seu fill, Hud (Paul Newman) pel seu caràcter bregós i arrogant. Un nebot que viu amb ells, Lon (Brandon De Wilde) admira a Hud. També viu amb ells la mestressa de casa, Alma (Patricia Neal, que va guanyar l'Oscar com a millor actriu pel seu treball). Una malaltia del bestiar pot transformar-se en un desastre per a tots. Els conflictes no tarden a esclatar.

## Repartiment
- Paul Newman: Hud Bannon
- Melvyn Douglas: Homer Bannon
- Patricia Neal: Alma Brown
- Brandon De Wilde: Lon "Lonnie" Bannon
- Whit Bissell: Mr. Burris
- Crahan Denton: Jesse
- John Ashley: Hermy
- Val Avery: Jose
- George Petrie: Joe Scanlon
- Curt Conway: Truman Peters
- Sheldon Allman: Mr. Thompson
- Pitt Herbert: Mr. Larker
- Yvette Vickers: Lily Peters
- Sharyn Hillyer: Myra
- Carl Low: Mr. Kirby
- Robert Hinkle Mr. Franker, l'speaker del rodeo
- Don Kennedy: Charlie Tucker

## Premis i nominacions
| Any  | Premis              | Categoria                                 | Persona                                          | Resultat   |
| ---- | ------------------- | ----------------------------------------- | ------------------------------------------------ | ---------- |
| 1963 | Festival de Venècia | Lleó d'Or                                 |                                                  | Candidata  |
| 1964 | Oscar               | Millor actriu                             | Patricia Neal                                    | Guanyador  |
| 1964 | Oscar               | Millor director                           | Martin Ritt                                      | Candidat   |
| 1964 | Oscar               | Millor actor                              | Paul Newman                                      | Candidat   |
| 1964 | Oscar               | Millor actor secundari                    | Melvyn Douglas                                   | Guanyador  |
| 1964 | Oscar               | Millor guió adaptat                       | Irving Ravetch Harriet Frank Jr.                 | Candidats  |
| 1964 | Oscar               | Millor fotografia (blanc i negre)         | James Wong Howe                                  | Guanyador  |
| 1964 | Oscar               | Millor direcció artística (blanc i negre) | Hal Pereira Tambi Larsen Sam Comer Robert Benton | Candidats  |
| 1964 | Globus d'Or         | Millor pel·lícula dramàtica               |                                                  | Candidata  |
| 1964 | Globus d'Or         | Millor director                           | Martin Ritt                                      | Candidat   |
| 1964 | Globus d'Or         | Millor actor dramàtic                     | Paul Newman                                      | Candidat   |
| 1964 | Globus d'Or         | Millor actor secundari                    | Melvyn Douglas                                   | Candidat   |
| 1964 | Globus d'Or         | Millor actriu secundària                  | Patricia Neal                                    | Candidata  |
| 1964 | BAFTA               | Millor pel·lícula                         |                                                  | Candidata  |
| 1964 | BAFTA               | Millor actor estranger                    | Paul Newman                                      | Candidat   |
| 1964 | BAFTA               | Millor actriu secundària                  | Patricia Neal                                    | Guanyadora |